# Festival international du film de Toronto 2013
Le Festival international du film de Toronto 2013, la 38e édition du festival (38th annual Toronto International Film Festival  ou TIFF), s'est tenu du 5 au 15 septembre 2013.
Le festival s'est ouvert avec le film Le Cinquième Pouvoir (The Fifth Estate) et clôturé par Crimes et petits mensonges.

## Sélection

### Gala Presentations
- American Dreams in China (zh) de Peter Chan  Hong Kong
- Art of the Steal de Jonathan Sobol (en)  Canada
- Un été à Osage County (August: Osage County) de John Wells  États-Unis
- Blood Ties de Guillaume Canet  France
- Les Beaux jours de Marion Vernoux  France
- Gam-si-ja-deul (ko) de Cho Ui-seok (ko) et Kim Byeong-seo  Corée du Sud
- Le Cinquième Pouvoir (The Fifth Estate) de Bill Condon  États-Unis (ouverture)
- La Grande Séduction à l'anglaise (The Grand Seduction) de Don McKellar  Canada
- Kill Your Darlings de John Krokidas  États-Unis
- Life of Crime de Daniel Schechter (en)  États-Unis (clôture)
- Duo d'escrocs (Love Punch) de Joel Hopkins  Royaume-Uni
- The Lunchbox (Dabba) de Ritesh Batra  Inde
- Mandela : Un long chemin vers la liberté de Justin Chadwick  Afrique du Sud
- Parkland de Peter Landesman  États-Unis
- Les Voies du destin (The Railway Man) de Jonathan Teplitzky (en)  Australie
- Shuddh Desi Romance de Maneesh Sharma (en)  Inde
- The Right Kind of Wrong (en) de Jeremiah S. Chechik  Canada
- Rush de Ron Howard  Royaume-Uni
- Supermensch: The Legend of Shep Gordon (en) de Mike Myers  États-Unis
- Lessons in Love de Fred Schepisi  États-Unis[3]

### Special Presentations
- 12 Years a Slave de Steve McQueen  États-Unis
- All Is by My Side de John Ridley  Royaume-Uni
- The Armstrong Lie de Alex Gibney  États-Unis
- Attila Marcel de Sylvain Chomet  France
- L'amour est un crime parfait d'Arnaud et Jean-Marie Larrieu  France
- Bad Words de Jason Bateman  États-Unis
- Belle de Amma Asante  Royaume-Uni
- Blind Detective de Johnnie To  Hong Kong
- La Vie d'Adèle de Abdellatif Kechiche  France
- Burning Bush (Hořící keř) de Agnieszka Holland  République tchèque
- New York Melody (Can a Song Save Your Life?) de John Carney  Royaume-Uni
- Cannibal (Caníbal) de Manuel Martín Cuenca  Espagne
- Child of God de James Franco  États-Unis
- The Dallas Buyers Club de Jean-Marc Vallée  États-Unis
- Devil's Knot de Atom Egoyan  États-Unis
- The Disappearance of Eleanor Rigby de Ned Benson  États-Unis
- Dom Hemingway de Richard Shepard  Royaume-Uni
- Don Jon de Joseph Gordon-Levitt  États-Unis
- The Double de Richard Ayoade  Royaume-Uni
- Enemy (An Enemy) de Denis Villeneuve  Canada
- Enough Said de Nicole Holofcener  États-Unis
- Exit Marrakech de Caroline Link  Allemagne
- The F Word de Michael Dowse  Canada
- The Face of Love de Arie Posin  États-Unis
- Apprenti Gigolo (Fading Gigolo) de John Turturro  États-Unis
- Felony de Matthew Saville  Australie
- L'Épreuve de la vie de Nils Tavernier  France
- For Those Who Can Tell No Tales de Jasmila Žbanić  Bosnie-Herzégovine
- Gabrielle de Louise Archambault  Canada
- Gloria de Sebastián Lelio  Chili
- Un beau dimanche de Nicole Garcia  France
- Gravity de Alfonso Cuarón  États-Unis
- La grande bellezza de Paolo Sorrentino  Italie
- Half of a Yellow Sun de Biyi Bandele  Nigeria
- Hateship, Loveship de Liza Johnson  États-Unis
- The Husband de Bruce McDonald  Canada
- Ida de Paweł Pawlikowski  Pologne
- L'intrepido de Gianni Amelio  Italie
- The Invisible Woman de Ralph Fiennes  Royaume-Uni
- Joe de David Gordon Green  États-Unis
- Labor Day de Jason Reitman  États-Unis
- The Last of Robin Hood de Richard Glatzer et Wash Westmoreland  États-Unis
- The Liberator (Libertador) de Alberto Arvelo  Venezuela
- Tel père, tel fils (そして父になる) de Hirokazu Koreeda  Japon
- Lucky Them de Megan Griffiths  États-Unis
- Maintenant c'est ma vie de Kevin Macdonald  Royaume-Uni
- L'Homme du Tai Chi (Man of Tai Chi) de Keanu Reeves  États-Unis
- Mary Queen of Scots de Thomas Imbach  Suisse
- Mystery Road de Ivan Sen  Australie
- Night Moves de Kelly Reichardt  États-Unis
- Omar de Hany Abu-Assad  Palestine
- One Chance de David Frankel  États-Unis
- Only Lovers Left Alive de Jim Jarmusch  États-Unis
- Le Passé de Asghar Farhadi  France
- Philomena de Stephen Frears  Royaume-Uni
- Pioneer (Pionér) de Erik Skjoldbjærg  Norvège
- Prisoners de Denis Villeneuve  États-Unis
- Une promesse de Patrice Leconte  France
- Quai d'Orsay de Bertrand Tavernier  France
- Real de Kiyoshi Kurosawa  Japon
- Rock the Casbah de Laïla Marrakchi  Maroc
- Singing Women (Sarki Söyleyen Kadinlar) de Reha Erdem  Turquie
- Southcliffe de Sean Durkin  Royaume-Uni
- Les Poings contre les murs (Starred Up) de David Mackenzie  Royaume-Uni
- Sunshine on Leith de Dexter Fletcher  Royaume-Uni
- Therese de Charlie Stratton  États-Unis
- Puzzle (The Third Person) de Paul Haggis  Belgique
- Those Happy Years (Anni Felici) de Daniele Luchetti  Italie
- Tom à la ferme de Xavier Dolan  Canada
- Tracks de John Curran  Australie
- Under the Skin de Jonathan Glazer  Royaume-Uni
- Unforgiven (Yurusarezaru mono) de Lee Sang-il  Japon
- Violette de Martin Provost  France
- Visitors de Godfrey Reggio  États-Unis
- Wałęsa (Wałęsa. Czlowiek z nadziei.) de Andrzej Wajda  Pologne
- Watermark de Jennifer Baichwal et Edward Burtynsky  Canada
- We Are the Best! (Vi är bäst!) de Lukas Moodysson  Suède
- Un week-end à Paris (Le Week-End) de Roger Michell  Royaume-Uni
- Le vent se lève (Kaze tachinu) (風立ちぬ) de Hayao Miyazaki  Japon
- Amis pour la vie (Are You Here) de Matthew Weiner  États-Unis
- Jeune et Jolie de François Ozon  France[4]

### Documentaries
- Un voyageur de Marcel Ophüls  France
- At Berkeley de Frederick Wiseman  États-Unis
- Beyond the Edge de Leanne Pooley  Nouvelle-Zélande
- Burt's Buzz de Jody Shapiro  Canada
- Dangerous Acts Starring the Unstable Elements of Belarus de Madeleine Sackler  États-Unis
- The Dark Matter of Love de Sarah McCarthy  Royaume-Uni
- The Dog de Allison Berg et Frank Keraudren  États-Unis
- Faith Connections de Pan Nalin  Inde
- Filthy Gorgeous: The Bob Guccione Story de Barry Avrich  Canada
- Finding Vivian Maier de John Maloof et Charlie Siskel  États-Unis
- Hi-Ho Mistahey! (en) de Alanis Obomsawin  Canada
- Ignasi M. de Ventura Pons  Espagne
- Jodorowsky's Dune de Frank Pavich  États-Unis
- Le Dernier des injustes de Claude Lanzmann  France
- The Mayor (El Alcalde) de Emiliano Altuna Fistolera  Mexique
- Midway de Chris Jordan  États-Unis
- Mission Congo de David Turner et Lara Zizic  États-Unis
- The Square (Al-Midan) de Jehane Noujaim  Égypte
- A Story of Children and Film de Mark Cousins  Royaume-Uni
- Tim's Vermeer de Teller  États-Unis
- The Unknown Known de Errol Morris  États-Unis
- When Jews Were Funny de Alan Zweig  Canada[5]

### Midnight Madness
- Afflicted de Derek Lee et Clif Prowse  Canada
- All Cheerleaders Die de Lucky McKee et Chris Sivertson  États-Unis
- Almost Human de Joe Begos  États-Unis
- The Green Inferno de Eli Roth  États-Unis
- Oculus de Mike Flanagan  États-Unis
- R100 de Hitoshi Matsumoto  Japon
- Rigor Mortis de Juno Mak  Hong Kong
- Blutgletscher de Marvin Kren  Autriche
- Why Don't You Play in Hell? (Jigoku de Naze Warui) de Sion Sono  Japon[6]

### Vanguard
- Asphalt Watches de Shayne Ehman et Seth Scriver  Canada
- Blue Ruin de Jeremy Saulnier  États-Unis
- Borgman de Alex van Warmerdam  Pays-Bas
- Les Femmes célestes de la prairie mari de Aleksei Fedorchenko  Russie
- The Fake (Saibi) de Yeon Sang-ho  Corée du Sud
- Gerontophilia de Bruce LaBruce  Canada
- Horns d'Alexandre Aja  États-Unis
- People In Places (Gente en sitios) de Juan Cavestany  Espagne
- Proxy de Zack Parker  États-Unis
- The Sacrament de Ti West  États-Unis
- Sapi de Brillante Mendoza  Philippines
- Sex, Drugs & Taxation (Spies & Glistrup) de Christoffer Boe  Danemark
- Soul (Shi Hun) de Chung Mong-hong  Taïwan
- L'Étrange Couleur des larmes de ton corps de Hélène Cattet et Bruno Forzani  Belgique
- Thou Gild'st the Even (Sen Aydinlatirsin Geceyi) de Onur Ünlü  Turquie
- We Gotta Get Out of This Place de Simon Hawkins et Zeke Hawkins  États-Unis[7]

### Contemporary World Cinema
- The Animal Project de Ingrid Veninger  Canada
- Bad Hair (Pelo Malo) de Mariana Rondón  Venezuela
- Bastardo de Nejib Belkadhi  Tunisie
- Berea de Vincent Moloi  Afrique du Sud
- The Bit Player (Ekstra) de Jeffrey Jeturian  Philippines
- Blind Dates (Brma Paemnebi) de Levan Koguashvili  Géorgie
- Brazilian Western (Faroeste Caboclo) de René Sampaio  Brésil
- Break Loose (Vosmerka) de Alexey Uchitel  Russie
- Mère et Fils (Child's Pose) (Pozitia Copilului) de Călin Peter Netzer  Roumanie
- Cinemanovels de Terry Miles  Canada
- Club Sandwich de Fernando Eimbcke  Mexique
- The Dick Knost Show de Bruce Sweeney  Canada
- The Dinner (Het Diner) de Menno Meyjes  Pays-Bas
- Eastern Boys de Robin Campillo  France
- El Mudo de Diego Vega et Daniel Vega  Pérou
- Empire of Dirt de Peter Stebbings  Canada
- Giselle de Toa Fraser  Nouvelle-Zélande
- Le Grand Cahier (A Nagy Füzet) de János Szász  Hongrie
- Heart of a Lion (Leijonasydän) de Dome Karukoski  Finlande
- Homecoming de Jim Chuchu  Kenya
- Honeymoon (Líbanky) de Jan Hrebejk  République tchèque
- Hotell de Lisa Langseth  Suède
- The Immoral (De Umoralske) de Lars Daniel Krutzkoff Jacobsen  Norvège
- Intruders (Jo Nan-ja-deul) de Noh Young-seok  Corée du Sud
- iNumber Number de Donovan Marsh  Afrique du Sud
- The Kids from the Port (Los chicos del puerto) de Alberto Morais  Espagne
- Kwaku Ananse de Akosua Adoma Owusu  Ghana
- Une échelle pour Damas (Soullam ila Dimashq) de Mohamad Malas  Syrie
- Le Démantèlement de Sébastien Pilote  Canada
- Life's a Breeze de Lance Daly  Irlande
- Little Feet de Alexandre Rockwell  États-Unis
- The Major de Yury Bykov  Russie
- Les manuscrits ne brûlent pas (Dast-neveshtehaa nemisoozand) de Mohammad Rasoulof  Iran
- McCanick de Josh C. Waller  États-Unis
- Metalhead (Málmhaus) de Ragnar Bragason  Islande
- Ningen de Guillaume Giovanetti et Cagla Zencirci  Japon
- Noye's Fludde (Unogumbe) de Mark Dornford-May  Afrique du Sud
- October November (Oktober November) de Götz Spielmann  Autriche
- Old Moon (Luna Vieja) de Raisa Bonnet  Porto Rico
- Palestine Stereo (Falastine Stereo) de Rashid Masharawi  Palestine
- Paradis : Espoir (Paradise: Hope) (Paradies: Hoffnung) de Ulrich Seidl  Autriche
- A Place in Heaven (Makom BeGan Eden) de Yossi Madmoni  Israël
- Rags and Tatters (Farsh w' Ghata) de Ahmad Abdalla  Égypte
- The Sea de Stephen Brown  Irlande
- Le Géant égoïste (The Selfish Giant) de Clio Barnard  Royaume-Uni
- Siddharth de Richie Mehta  Inde
- Something Necessary de Judy Kibinge  Kenya
- Stay de Wiebke von Carolsfeld  Irlande
- Stop the Pounding Heart de Roberto Minervini  Italie
- L'Inconnu du lac de Alain Guiraudie  France
- This Is Sanlitun de Róbert I. Douglas  Islande
- To Repel Ghosts de Philippe Lacôte  Côte d'Ivoire
- Unbeatable (en) de Dante Lam  Chine
- Des étoiles de Dyana Gaye  Sénégal
- Une jeune fille de Catherine Martin  Canada
- When Evening Falls on Bucharest or Metabolism (Cand se lasa seara peste Bucuresti sau Metabolism) de Corneliu Porumboiu  Roumanie
- White Lies (Tuakiri Huna) de Dana Rotberg  Nouvelle-Zélande
- A Wolf at the Door (O Lobo atrás da Porta) de Fernando Coimbra  Brésil[8]

### Contemporary World Speakers
- An Episode in the Life of an Iron Picker (Epizoda u životu beraca željeza) de Danis Tanovic  Bosnie-Herzégovine
- Les Interdits de Anne Weil et Philippe Kotlarski  France
- Cristo Rey de Leticia Tonos  République dominicaine
- Qissa de Anup Singh  Inde
- Plaot de Avi Nesher  Israël[9]

### Masters
- Triptyque de Robert Lepage et Pedro Pires  Canada[10]

### City to City:Athens
- The Daughter (Η Κόρη) de Thanos Anastopoulos  Grèce
- The Eternal Return of Antonis Paraskevas (Η αιώνια επιστροφή του Αντώνη Παρασκευά) de Elina Psykou  Grèce
- J.A.C.E. - Just Another Confused Elephant de Menelaos Karamaghiolis  Grèce
- Miss Violence de Alexandros Avranas  Grèce
- September de Penny Panayotopoulou  Grèce
- Standing Aside, Watching (Na kathesai kai na koitas) de Yorgos Servetas  Grèce
- To the Wolf (Sto lyko) de Aran Hughes et Christina Koutsospyrou  Grèce
- Unfair World (Άδικος Κόσμος) de Filippos Tsitos  Grèce
- Wasted Youth de Argyris Papadimitropoulos et Jan Vogel  Grèce
- Wild Duck de Yannis Sakaridis  Grèce[11]

### Discovery
- 1982 de Tommy Oliver  États-Unis
- All About the Feathers (Por las Plumas) de Neto Villalobos  Costa Rica
- All the Wrong Reasons de Gia Milani  Canada
- The Amazing Catfish (Los insólitos peces gato) de Claudia Sainte-Luce  Mexique
- L'Armée du salut de Abdellah Taïa  France
- Around the Block de Sarah Spillane  Australie
- Bends de Flora Lau  Hong Kong
- Beneath The Harvest Sky de Aron Gaudet et Gita Pullapilly  États-Unis
- Bethlehem de Yuval Adler  Israël
- Bobô de Inês Oliveira  Portugal
- Border de Alessio Cremonini  Italie
- Canopy de Aaron Wilson  Australie
- Fat de Mark Phinney  États-Unis
- Giraffada de Rani Massalha  Allemagne  France  Italie  Palestine
- I Am Yours (Jeg er din) de Iram Haq  Norvège
- Ilo Ilo de Anthony Chen  Singapour
- The Militant (El Lugar Del Hijo) de Manolo Nieto  Uruguay
- Miracle (Zázrak) de Juraj Lehotský  République tchèque  Slovaquie
- My Love Awaits Me by the Sea (Habibi Bistanani And il Bahar) de Mais Darwazah  Allemagne  Jordanie  Palestine  Qatar
- Of Good Report de Jahmil X.T. Qubeka  Afrique du Sud
- Palo Alto de Gia Coppola  États-Unis
- Paradise (Paraíso) de Mariana Chenillo  Mexique
- Rhymes for Young Ghouls de Jeff Barnaby  Canada
- Sarah préfère la course de Chloé Robichaud  Canada
- South is Nothing (Il Sud è Niente) de Chloé Robichaud  France  Italie
- The Stag de John Butler  Irlande
- L'Été des poissons volants (El verano de los peces voladores) de Marcela Said  Chili  France
- Trap Street (Shuiyin Jie) de Vivian Qu  Chine[12]

### Wavelengths
- 45 7 Broadway de Tomonari Nishikawa  États-Unis
- Airships de Kenneth Anger  États-Unis
- Bann de Nina Könnemann  Allemagne
- A Batalha de Tabatô de Joao Viana  Portugal
- Brimstone Line de Chris Kennedy  Canada
- Constellations (Konstellationen) de Helga Fanderl  Allemagne
- Un Conte de Michel Montaigne de Jean-Marie Straub et Danièle Huillet  France
- The Disquiet de Ali Cherri  Liban
- Dry Standpipe de Wojciech Bakowski  Pologne
- El Adios Largos de Andrew Lampert  Mexique
- Farther Than the Eye Can See de Basma Alsharif  Émirats arabes unis
- A Field in England de Ben Wheatley  Royaume-Uni
- Flower de Naoko Tasaka  États-Unis
- Gowanus Canal de Sarah J. Christman  États-Unis
- Historia de la meva mort de Albert Serra  Espagne
- I'm the Same, I'm an Other de Caroline Strubbe  Belgique
- Instants de Hannes Schüpbach  Suisse
- Letter to a Refusing Pilot de Akram Zaatari  Liban
- Listening to the Space in my Room de Robert Beavers  Suisse
- Main Hall de Philipp Fleischmann  Autriche
- Homme en Mouvement, 2012 de Christophe M. Saber, Ruben Glauser et Max Idje  Suisse
- Manakamana de Stephanie Spray et Pacho Velez  Népal
- L'Image manquante de Rithy Panh  Cambodge
- Mount Song de Shambhavi Kaul  Inde
- Natpwe, le festin des esprits de Tiane Doan Na Champassak et Jean Dubrel  France
- Nefandus de Carlos Motta  Colombie
- Pays Barbare de Yervant Gianikian et Angela Ricci Lucchi  Italie
- Pepper's Ghost de Stephen Broomer  Canada
- The Police Officer's Wife (Die Frau des Polizisten) de Philip Gröning  Allemagne
- Pop Takes de Luther Price  États-Unis
- The Realist de Scott Stark  États-Unis
- Redemption de Miguel Gomes  Portugal
- RP31 de Lucy Raven  États-Unis
- Song de Nathaniel Dorsky  États-Unis
- A Spell to Ward Off the Darkness de Ben Russell  Estonie
- Spring de Nathaniel Dorsky  États-Unis
- The Strange Little Cat (Das merkwürdige Kätzchen) de Ramon Zürcher  Allemagne
- Stray Dogs (Jiao You) de Tsai Ming-liang  Taïwan
- The King's Body (O Corpo de Afonso) de João Pedro Rodrigues  Portugal
- Mille soleils de Mati Diop  France
- Trois exercices d'interprétation de Cristi Puiu  Roumanie
- Three Landscapes de Peter Hutton  États-Unis
- 'Til Madness Do Us Part (Feng Ai) de Wang Bing  Hong Kong
- Trissákia 3 de Nick Collins  Royaume-Uni
- La última película de Raya Martin et Mark Peranson  Canada
- Variations on a Cellophane Wrapper de David Rimmer  Canada[13]

### Short Cuts Canada
- Quelqu'un d'extraordinaire de Monia Chokri
- Anatomy of Assistance de Cory Bowles
- Beasts in the Real World de Sol Friedman
- Candy de Cassandra Cronenberg
- The Chaperone 3D de Fraser Munden et Neil Rathbone
- Cochemare de Chris Lavis et Maciek Szczerbowski
- CRIME: Joe Loya - The Beirut Bandit de Alix Lambert et Sam Chou
- Éclat du jour de Ian Lagarde
- Der Untermensch de Kays Mejri
- Drop de Chris Goldade
- The End of Pinky de Claire Blanchet
- Firecrackers de Jasmin Mozaffari
- Foreclosure de Wayne Robinson
- Gloria Victoria de Theodore Ushev
- A Grand Canal de Johnny Ma
- Impromptu de Bruce Alcock
- In guns we trust de Nicolas Lévesque
- Jimbo de Ryan Flowers
- Lay Over de Jordan Hayes
- Method de Gregory Smith
- Noah de Patrick Cederberg et Walter Woodman
- Nous avions de Stéphane Moukarzel
- Numbers & Friends de Alexander Carson
- Out de Jeremy Lalonde
- Paradise Falls de Fantavious Fritz
- Paradiso de Devan Scott
- Pilgrims de Marie Clements
- Portrait as a Random Act of Violence de Randall Okita
- Relax, I'm From The Future de Luke Higginson
- Mémorable moi de Jean-Francois Asselin
- Roland de Trevor Cornish
- Sam's Formalwear de Yael Staav
- Seasick de Eva Cvijanovic
- The Sparkling River de Felix Lajeunesse et Paul Raphaël
- Jeu de l'inconscient (Subconscious Password) de Chris Landreth
- A Time is a Terrible Thing to Waste de Leslie Supnet
- We Wanted More de Stephen Dunn
- Yellowhead de Kevan Funk
- Young Wonder de James Wilkes

### TIFF Kids
- Amazonia de Thierry Ragobert  France
- Antboy de Ask Hasselbalch  Danemark
- Khumba de Anthony Silverston  Afrique du Sud
- The Adventures Of Goopy And Bagha (Goopi Gawaiya Bagha Bajaiya) de Shilpa Ranade  Inde
- Zip & Zap and the Marble (Zipi y Zape y el club de la canica) de Óskar Santos  Espagne[14]

### TIFF Cinematheque
- Le Goût du saké ( 秋刀魚の味, 1962) de Yasujirō Ozu  Japon
- Le Démon des armes (Gun Crazy, 1950) de Joseph H. Lewis  États-Unis
- Hiroshima mon amour (1959) de Alain Resnais  France
- Le Joli Mai (1963) de Chris Marker et Pierre Lhomme  France
- Manille (Maynila: Sa mga kuko ng liwanag, 1975) de Lino Brocka  Philippines
- Rome, ville ouverte (Roma città aperta, 1945) de Roberto Rossellini  Italie
- Frissons (Shivers, 1975) de David Cronenberg  Canada[15]

### TIFF Special Event
- Les Copains d'abord (The Big Chill, 1983) de Lawrence Kasdan  États-Unis[16]

## Palmarès
| Prix                                       | Attribué à                                      | Pays       |
| ------------------------------------------ | ----------------------------------------------- | ---------- |
| People's Choice Award                      | 12 Years a Slave de Steve McQueen               | États-Unis |
| People's Choice Award « Documentary »      | The Square de Jehane Noujaim                    | Égypte     |
| People's Choice Award « Midnight Madness » | Why Don't You Play in Hell? de Sion Sono        | Japon      |
| Meilleur film canadien                     | When Jews Were Funny de Alan Zweig              | Canada     |
| Meilleur court métrage canadien            | Noah de Patrick Cederberg et Walter Woodman     | Canada     |
| Meilleur premier film canadien             | Asphalt Watches de Shayne Ehman et Seth Scriver | Canada     |
| Prix FIPRESCI « Special Presentations »    | Ida de Paweł Pawlikowski                        | Pologne    |
| Prix FIPRESCI « Discovery »                | The Amazing Catfish de Claudia Sainte-Luce      | Mexique    |
| Prix NETPAC                                | Qissa de Anup Singh                             | Inde       |
| Discovery Award                            | All the Wrong Reasons de Gia Milani             | Canada     |